# Bronson
Bronson er en britisk, biografisk film fra 2008, instrueret af den danske filminstruktør Nicolas Winding Refn, som også har skrevet manuskriptet i samarbejde med Brock Norman Brock. Filmen har skuespilleren Tom Hardy i hovedrollen som den psykopatiske voldsforbryder Charles Bronson.

## Medvirkende
- Tom Hardy som Charles Bronson
- Matt King
- James Lance
- Amanda Burton
- Juliet Oldfield
- Hugh Ross
- Edward Bennett-Coles
- Kelly Adams
- Katy Barker
- William Darke
- Andrew Forbes